# Thor Vilhjálmsson
Thor Vilhjálmsson (12 de agosto de 1925 - 2 de março de 2011) foi um escritor, poeta e tradutor islandês.
Nasceu em Edimburgo, na Escócia, de pais islandeses. Sua mãe chamava-se Kristín Thors húsmóðir e seu pai Guðmundur Vilhjálmsson.
Estudou literatura nórdica na Universidade da Islândia. Nos anos do pós-guerra, estudou também na Universidade de Nottingham e na Sorbonne.  Entre 1953 e 1955, trabalhou na biblioteca nacional da Islândia. No período de 1956–1959, trabalhou para o Þjóðleikhúsið (teatro nacional islandês). Foi um dos fundadores da revista cultural  Birtingur em 1955, tendo integrado a sua redação até 1968.  Foi também presidente da Associação de Artistas da Islândia, entre 1975 e 1981. Esteve também envolvido nas artes visuais, tendo realizado exposições de pintura e escrito sobre artistas islandeses, tais como Jóhannes Kjarval e Svavar Guðnason.
O seu primeiro livro foi publicado em 1950, intitulado Maðurinn er alltaf einn. Em 1988, recebeu o Prémio Literário do Conselho Nórdico, pelo romance Grámosinn glóir (em português: Arde o musgo cinzento).
Em conjunto com Guðbergur Bergsson e Svöva Jakobsdóttir, é considerado como tendo dado origem ao novo estilo de romance modernista que surgiu na Islândia, por volta de 1965.

## Traduções
Os seus livros foram traduzidos para diversos idiomas, incluindo o português. O próprio Thor Vilhjálmsson traduziu numerosas obras de outras línguas para o islandês, de autores como Paulo Coelho, Susanna Tamaro, Marguerite Yourcenar, Isabel Allende, Umberto Eco, Eugene O'Neill, André Malraux, Françoise Sagan e John Osborn.

## Obras
- 1950 Maðurinn er alltaf einn (Ísafold, Reykjavík)
- 1954 Dagar mannsins, noveller (Helgafell, Reykjavík)
- 1957 Andlit í spegli dropans (Heimskringla, Reykjavík)
- 1968 Fljótt, fljótt sagði fuglinn  (Helgafell, Reykjavík)
- 1970 Óp bjöllunnar Helgafell, Reykjavík)
- 1972 Folda : þrjár skýrslur (Ísafold, Reykjavík)
- 1975 Fuglaskottís (Ísafold, Reykjavík)
- 1976 Mánasigð (Ísafold, Reykjavík)
- 1977 Skuggar af skýjum
- 1979 Turnleikhúsið (Ísafold, Reykjavík)
- 1986 Grámosinn glóir  (Svart á hvítu, Reykjavík)
- 1989 Náttvíg (Mál og menning, Reykjavík)
- 1994 Tvílýsi : myndir á sýningu (Mál og menning, Reykjavík)
- 1998 Morgunþula í stráum  (Mál og menning, Reykjavík)
- 2002 Sveigur(Mál og menning, Reykjavík)